# Tour de Sardaigne 2009
La 25e édition de la course cycliste Tour de Sardaigne a eu lieu du 24 au 28 février 2009. Elle est classée 2.1 à l'UCI Europe Tour 2009. La course par étapes italienne fait sa réapparition dans le calendrier UCI Europe Tour après douze ans d'absence.

## La course
La première étape est remportée au sprint par le coureur de la Lampre, Mirco Lorenzetto. Il s'impose devant son coéquipier Enrico Gasparotto et le spécialiste Alessandro Petacchi de la LPR Brakes.
Les sprinteurs italiens ont totalement dominé cette édition, avec à la clef une victoire pour Daniele Bennati.

## Les étapes
| Détail    | Date       | Villes étapes                  | km  | Vainqueur d'étape   | Leader du classement général |
| 1re étape | 24 février | Olbia - Olbia                  | 184 | Mirco Lorenzetto    | Mirco Lorenzetto             |
| 2e étape  | 25 février | Porto Torres - Santu Lussurgiu | 164 | Mirco Lorenzetto    | Mirco Lorenzetto             |
| 3e étape  | 26 février | Oristano - Tortoli             | 173 | Oscar Gatto         | Oscar Gatto                  |
| 4e étape  | 27 février | Tortoli/Arbatax - Cagliari     | 147 | Daniele Bennati     | Daniele Bennati              |
| 5e étape  | 28 février | Carbonia - Cagliari            | 144 | Alessandro Petacchi | Daniele Bennati              |

## Classement final
|     | Cycliste            | Equipe             | Temps               |
| 1.  | Daniele Bennati     | Liquigas           | en 20 h 14 min 17 s |
| 2.  | Oscar Gatto         | ISD                | + 12 s              |
| 3.  | Alessandro Ballan   | Lampre-NGC         | + 16 s              |
| 4.  | Jesús del Nero      | Fuji-Servetto      | + 18 s              |
| 5.  | Giovanni Visconti   | ISD                | m.t.                |
| 6.  | Grega Bole          | Amica Chips-Knauf  | + 22 s              |
| 7.  | Michał Gołaś        | Amica Chips-Knauf  | m.t.                |
| 8.  | Lorenzo Bernucci    | LPR Brakes         | + 27 s              |
| 9.  | Pasquale Muto       | Miche-Silver Cross | + 28 s              |
| 10. | Rodrigo García Rena | Miche-Silver Cross | m.t.                |